# 1876
- Wikisource

| Calendário gregoriano                                                        | 1876 MDCCCLXXVI                     |
| Ab urbe condita                                                              | 2629                                |
| Calendário arménio                                                           | 1325 – 1326                         |
| Calendário bahá'í                                                            | 32 – 33                             |
| Calendário budista                                                           | 2420                                |
| Calendário chinês                                                            | 4572 – 4573 Início a 26 de janeiro  |
| Calendário copta                                                             | 1592 – 1593                         |
| Calendário etíope                                                            | 1868 – 1869                         |
| Calendários hindus - Vikram Samvat - Calendário nacional indiano - Cáli Iuga | 1931 – 1932 1797 – 1798 4976 – 4977 |
| Calendário Holoceno                                                          | 11876                               |
| Calendário islâmico                                                          | 1293 – 1294                         |
| Calendário judaico                                                           | 5636 – 5637                         |
| Calendário persa                                                             | 1254 – 1255 Início a 20 de março    |
| Calendário rúnico                                                            | 2126                                |
| Calendário solar tailandês                                                   | 2419                                |

1876 (MDCCCLXXVI, na numeração romana)  foi um ano bissexto do século XIX do actual Calendário Gregoriano, da Era de Cristo, e as suas letras dominicais foram  B e A (52 semanas), teve início a um sábado e terminou a um domingo.
| Ano completo                      |
| --------------------------------- |
| Ano bissexto com início ao sábado |

## Eventos
- A Feira de Filadélfia, em comemoração ao Centenário de Independência dos Estados Unidos, foi aberta pelo presidente americano Ulysses S. Grant e pelo Imperador Pedro II do Brasil.
- O território do Quirguistão é anexado formalmente pelo Império Russo, durante o governo de Alexandre II.
- Visita de D. João Maria Pereira de Amaral e Pimentel, bispo de Angra, às ilhas do Corvo e das Flores.
- Início de laboração da primeira fábrica de lacticínios da ilha de São Miguel, Açores.
- Mau ano agrícola na ilha de São Jorge.
- Debaixo da orientação do Dr. José Pereira da Cunha da Silveira e Sousa, na altura presidente da Câmara Municipal de Velas, e igualmente construtor da Ermida de São José, do Império do Espírito Santo do Toledo, do Cemitério do Toledo e do Chafariz público, dá início à construção de um túnel através do Pico Alto, chamado localmente  “Mina”. Essa construção subterrânea destinou-se trazer água a uma nascente no lado sul da ilha, a Fonte da Chã e trazer essa água até ao chafariz público dentro da localidade do Toledo.

### Março
- 7 de março - Alexander Graham Bell patenteia uma invenção, que ele chama de telefone.[1]

### Abril
- 10 de abril - é fundada a Caixa Geral de Depósitos, no Reino de Portugal, com a finalidade essencial de recolha de depósitos obrigatórios constituídos por imposição da lei ou dos tribunais.

### Junho
- 13 de Junho, Lançamento da primeira pedra da Ermida de São José do Toledo, por iniciativa do Dr. José Pereira da Cunha da Silveira e Sousa.[2][3][4]
- 13 de Junho, Serrinha é fundada.
- É criado o Império do Espírito Santo de Toledo.
- 25 de junho - Batalha de Little Bighorn - Célebre batalha no ano do Centenário da Independência dos Estados Unidos com a inesperada derrota do sétimo regimento de cavalaria do exército dos Estados Unidos da América do famoso General Custer a uma coalizão de Cheyennes e de Sioux, unidos sob a influência dos também famosos chefes indígenas Touro Sentado (Sitting Bull) e Cavalo Maluco (Crazy Horse).

### Agosto
- 1 de agosto - Colorado torna-se o 38º estado norte-americano.

### Outubro
- 12 de outubro - Criação da Escola de Minas, considerada o berço da Universidade Federal de Ouro Preto.
- 20 de Outubro - Início da construção do Porto Comercial da cidade da Horta (Açores).

## Nascimentos
- 5 de Janeiro - Konrad Adenauer, primeiro chanceler da Alemanha Ocidental e um dos arquitetos da economia social de mercado (m.1967).
- 10 de Janeiro - Thomas Alva Edison, inventor americano. (m.1935).
- 26 de Fevereiro - Agustín Pedro Justo, presidente da Argentina de 1932 a 1938 (m. 1943).
- 2 de Março - Papa Pio XII, 260º papa. (m. 1958).
- 27 de Abril - Irma Sèthe, violinista e pedagogista belga. (m. 1958).
- 29 de Abril - Zauditu, imperatriz etíope (m. 1930).
- 19 de Abril — Henrique de Mecklemburgo-Schwerin, príncipe dos Países Baixos (m. 1934).
- 7 de Maio - Paul Rivet, etnólogo francês (m. 1958).
- 19 de maio - Júlio Dantas, médico, poeta, jornalista, político diplomata e dramaturgo português (m. 1962).
- 23 de maio - Julio Acosta García, presidente da Costa Rica de 1920 a 1924 (m. 1954).[5]
- 12 de Setembro - Auta de Souza, poetisa brasileira. (m. 1901).
- 29 de Setembro - Altino Arantes Marques, 10º presidente do Estado de São Paulo. (m. 1965).
- 20 de Outubro - Cláudio de Sousa, médico, escritor e teatrólogo brasileiro (m. 1954).
- 14 de Dezembro - Afrânio Peixoto, médico e escritor brasileiro (m. 1947).
- 25 de Dezembro - Adolf Otto Reinhold Windaus, químico alemão (m. 1959).

## Mortes

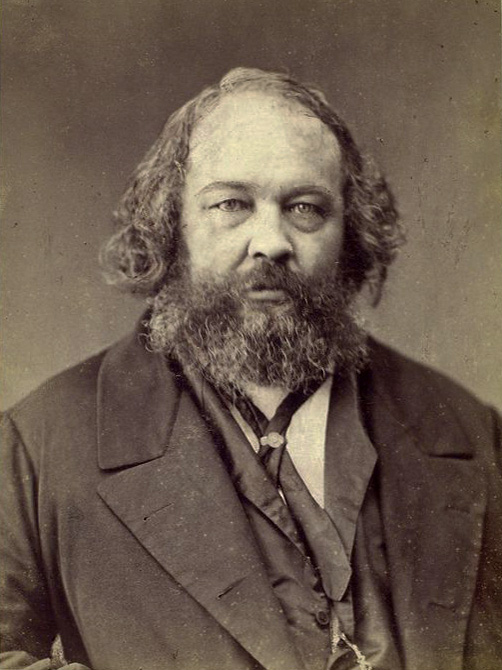
Mikhail Bakunin

- 3 de maio - Luis Francisco Benítez de Lugo y Benítez de Lugo, político espanhol (n. 1837).
- 4 de Junho - Abdulazize, 82° sultão otomano (n. 1830).
- 7 de Junho - Josefina de Leuchtenberg (n. 1807).
- 21 de Junho - Antonio López de Santa Anna (n. 1794).
- 25 de Junho - General Custer, general americano (n. 1839).
- 27 de Junho - Christian Gottfried Ehrenberg, naturalista alemão (n. 1795).
- 1 de Julho - Mikhail Bakunin, escritor e ativista anarquista (n. 1814).
- 27 de Agosto - Eugène Fromentin, pintor e escritor francês (n. 1820).

## Por tema
- 1876 no Brasil
- 1876 na ciência
- 1876 no cinema
- 1876 no desporto
- 1876 no jornalismo
- 1876 na literatura
- 1876 na música